# Pubertà

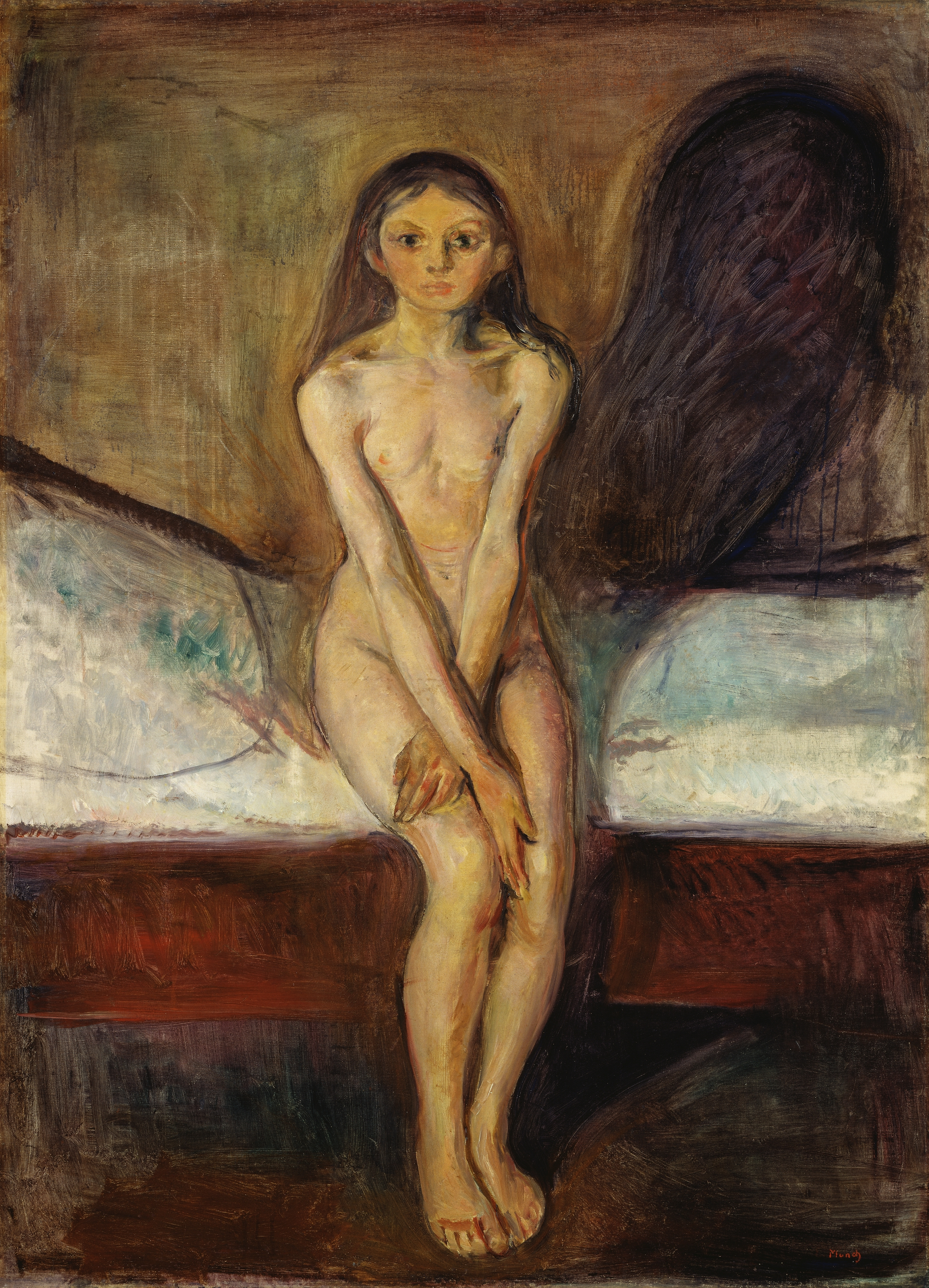
La pubertà, di Edvard Munch (1894-95, Galleria nazionale di Oslo, Norvegia)

La pubertà è un periodo di cambiamenti fisici attraverso i quali il corpo di un bambino diviene un corpo fisicamente adulto. Il termine pubertà si riferisce ai cambiamenti corporali della maturazione sessuale e psichica.
La pubertà avviene tra i 9 e i 14 anni (ma può continuare anche dopo) sotto il controllo dell'ipofisi, ghiandola situata alla base del cervello, che ha la capacità di secernere ormoni capaci di stimolare le gonadi (produttrici di gameti), rispettivamente testicoli e ovaie. Le gonadi diventano capaci di produrre gli ormoni sessuali che stimolano lo sviluppo dei caratteri sessuali primari (sviluppo degli organi sessuali, prima mestruazione chiamata menarca, produzione degli spermatozoi), e dei caratteri sessuali secondari (cambiamento della voce, crescita del seno e del pene, comparsa di peli su tutto il corpo, allargamento del bacino, sviluppo della muscolatura).

## Dimorfismo sessuale
Due delle differenze più significative tra la pubertà nelle ragazze e la pubertà nei ragazzi sono l'età in cui inizia e i principali steroidi sessuali coinvolti, gli androgeni e gli estrogeni.

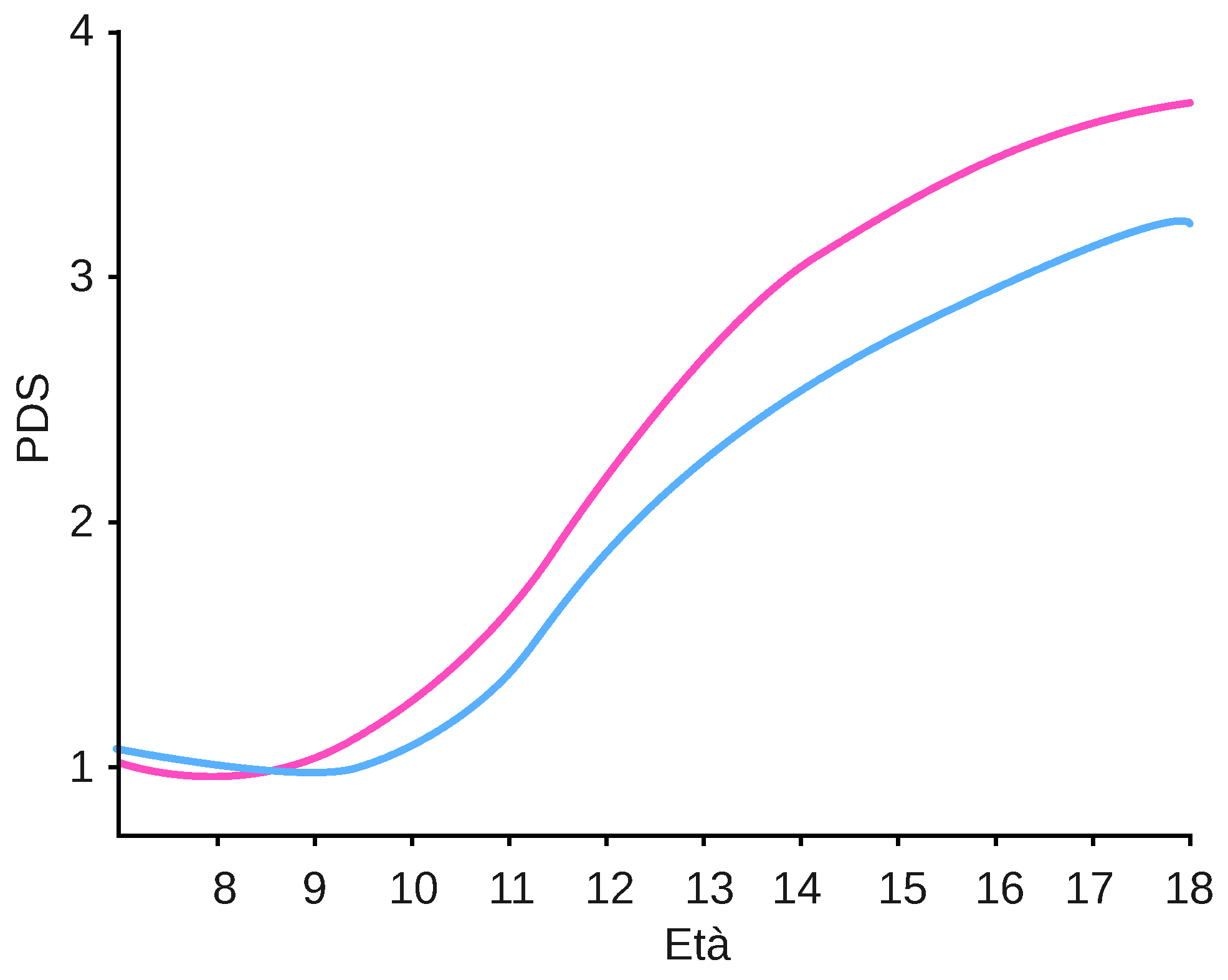
Rapporto fra lo stadio di sviluppo puberale (1 nessuno sviluppo-4 sviluppo completo) in individui maschi e femmine in relazione all'età

Sebbene esista un'ampia gamma di età normali, le ragazze in genere iniziano la pubertà intorno ai 10-11 anni e terminano la pubertà intorno ai 15-17 anni; i ragazzi iniziano intorno agli 11-12 anni e finiscono intorno ai 16-17. Le ragazze raggiungono la maturità riproduttiva circa quattro anni dopo la comparsa dei primi cambiamenti fisici della pubertà. Al contrario, i ragazzi accelerano più lentamente ma continuano a crescere per circa sei anni dopo i primi visibili cambiamenti puberali. Qualsiasi aumento in altezza oltre l'età post-puberale è raro.
Per i ragazzi, il testosterone androgeno è il principale ormone sessuale; mentre viene prodotto il testosterone, tutti i cambiamenti dei ragazzi sono caratterizzati come virilizzazione. Un prodotto sostanziale del metabolismo del testosterone nei maschi è l'estrogeno estradiolo. La conversione del testosterone in estradiolo dipende dalla quantità di grasso corporeo e i livelli di estradiolo nei ragazzi sono in genere molto più bassi che nelle ragazze. Anche lo "scatto di crescita" maschile inizia più tardi, accelera più lentamente e dura più a lungo prima che le epifisi si fondano. Sebbene i ragazzi siano in media 2 centimetri (0,8 pollici) più bassi delle ragazze prima dell'inizio della pubertà, gli uomini adulti sono in media circa 13 centimetri (5,1 pollici) più alti rispetto alle donne. La maggior parte di questa differenza sessuale nelle altezze degli adulti è attribuibile a un inizio successivo dello scatto di crescita e a una progressione più lenta fino al completamento, un risultato diretto del successivo aumento e della diminuzione dei livelli di estradiolo nei maschi adulti.
La maturazione ormonale delle femmine è notevolmente più complicata che nei maschi. I principali ormoni steroidei, testosterone, estradiolo e progesterone così come la prolattina svolgono importanti funzioni fisiologiche durante la pubertà. La produzione di steroidi gonadici nelle ragazze inizia con la produzione di testosterone, che in genere viene rapidamente convertito in estradiolo all'interno delle ovaie. Tuttavia, il tasso di conversione dal testosterone all'estradiolo (guidato dall'equilibrio FSH/LH) durante la prima pubertà è altamente individuale, con il risultato di modelli di sviluppo molto diversi dei caratteri sessuali secondari. La produzione di progesterone nelle ovaie inizia con lo sviluppo dei cicli ovulatori nelle ragazze (durante la fase luteale del ciclo), prima della pubertà vengono prodotti bassi livelli di progesterone nelle ghiandole surrenali sia dei ragazzi che delle ragazze. I livelli di estradiolo aumentano prima e raggiungono livelli più alti nelle donne che negli uomini. Mentre l'estradiolo promuove la crescita del seno e dell'utero, è anche l'ormone principale che guida lo scatto di crescita puberale e la maturazione e chiusura epifisaria.

## Esordio puberale

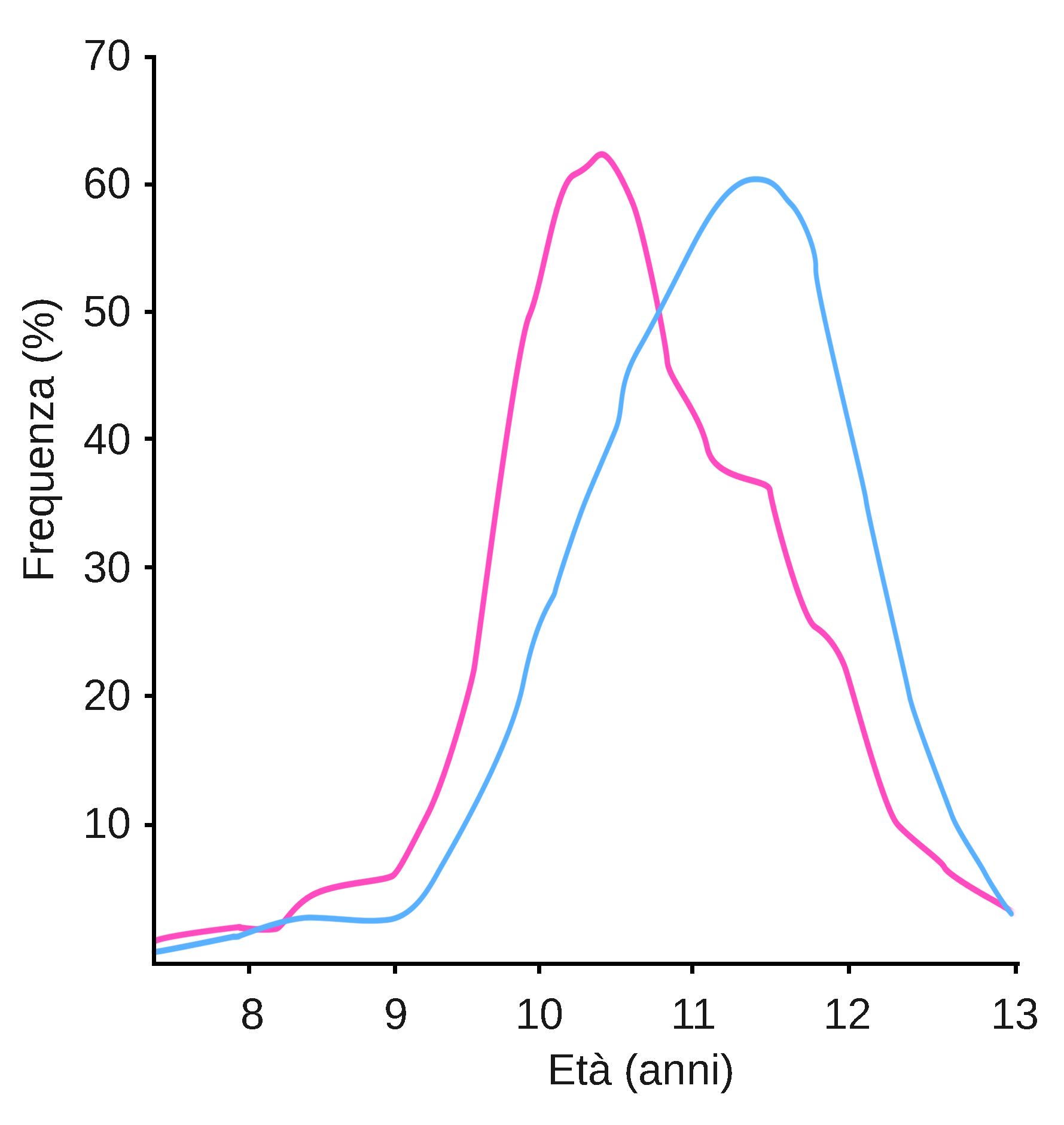
Frequenza percentuale dell'esordio della pubertà in funzione dell'età nei due sessi

La pubertà è preceduta dall'adrenarca, che segna un aumento della produzione di androgeni surrenali tra i 6 e i 10 anni. L'adrenarca è talvolta accompagnato dalla comparsa precoce di peli ascellari e pubici. Anche i primi capelli androgeni derivanti dall'adrenarca possono essere transitori e scomparire prima dell'inizio della vera pubertà.
L'inizio della pubertà è associato a pulsazioni elevate di GnRH, che precedono l'aumento degli ormoni sessuali, LH e FSH. Gli impulsi esogeni di GnRH causano l'inizio della pubertà. I tumori cerebrali che aumentano la produzione di GnRH possono anche portare a pubertà prematura.
La causa dell'aumento del GnRH è sconosciuta. La leptina potrebbe essere la causa dell'aumento del GnRH. La leptina ha recettori nell'ipotalamo che sintetizza il GnRH. Gli individui che sono carenti di leptina non riescono ad iniziare la pubertà. I livelli di leptina aumentano con l'inizio della pubertà e poi diminuiscono ai livelli degli adulti quando la pubertà è completata. L'aumento del GnRH potrebbe anche essere causato dalla genetica. Uno studio ha scoperto che una mutazione nei geni che codificano sia per la neurochinina B che per il recettore della neurochinina B può alterare i tempi della pubertà. I ricercatori hanno ipotizzato che la neurochinina B possa svolgere un ruolo nella regolazione della secrezione di kisspeptin, un composto responsabile dell'attivazione del rilascio diretto di GnRH e del rilascio indiretto di LH e FSH.

### Anomalie
Le anomalie dell'esordio puberale sono variazioni del timing di insorgenza dello sviluppo puberale. Tale deviazione può configurarsi come anticipo o posticipo dell'esordio puberale, esprimendo, dunque, due disturbi specifici:
- Pubertà precoce (o anticipata): insorgenza dei segni puberali prima dell'età considerata normale; generalmente si considera pubertà precoce quando l'esordio avviene prima degli 8 anni nelle femmine e dei 9 anni nei maschi.
- Pubertà tardiva (o ritardata):  assenza o al ritardo dell'insorgenza dei segni puberali prima dell'età considerata normale; generalmente si considera pubertà tardiva quando l'esordio avviene dopo i 12 anni nelle femmine e i 13 anni nei maschi.

Diversi studi sulla pubertà hanno esaminato gli effetti di un inizio precoce o tardivo della pubertà nei maschi e nelle femmine. In generale, le ragazze che entrano nella pubertà in ritardo sperimentano esiti positivi nell'adolescenza e nell'età adulta, mentre le ragazze che entrano nella pubertà precoce sperimentano esiti negativi. I ragazzi che hanno tempi puberali precedenti generalmente hanno esiti più positivi nell'età adulta ma esiti più negativi nell'adolescenza, mentre è vero il contrario per i tempi puberali successivi.

## Sviluppo puberale maschile

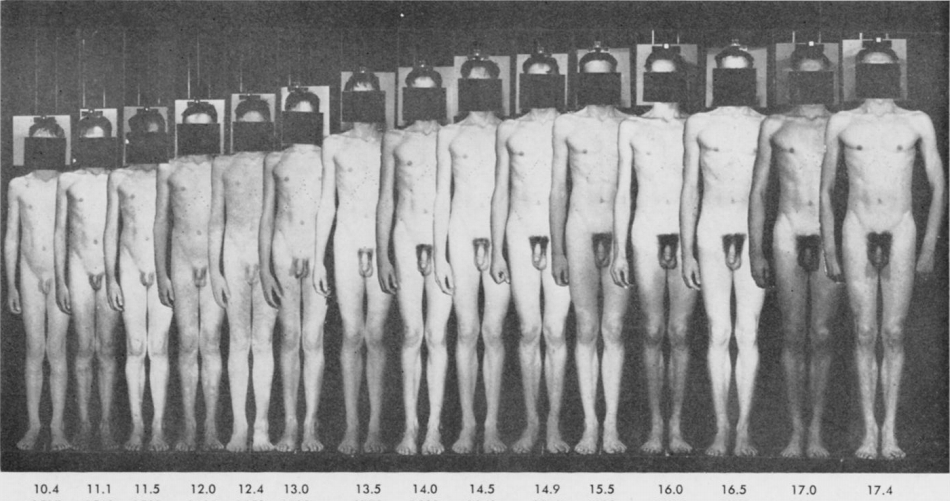
Sviluppo di un ragazzo dall'infanzia alla fine della pubertà

Nei ragazzi il gonadarca è rappresentato dall'ingrossamento dei testicoli, dello scroto e del pene. Compaiono poi i peli pubici e nei testicoli iniziano ad essere prodotti gli spermatozoi i quali, assieme ad altri fluidi, vanno a formare lo sperma. L'emissione di questo, detta eiaculazione, diventa idonea alla fecondazione. La prima eiaculazione è una pietra miliare importante nello sviluppo di un ragazzo e in media si verifica all'età di 13 anni, talvolta anche durante il sonno sotto forma di polluzione.

### Dimensione testicolare

Scala di Tanner maschile

I testicoli nei ragazzi in età prepuberale cambiano poco di dimensioni da circa 1 anno di età all'inizio della pubertà, con una media di circa 2–3 cm di lunghezza e circa 1,5–2 cm di larghezza. La dimensione dei testicoli rientra tra i parametri della scala di Tanner per i genitali maschili, dallo stadio I che rappresenta un volume inferiore a 1,5 ml, allo stadio V che rappresenta un volume testicolare maggiore o uguale a 20 ml. La dimensione dei testicoli raggiunge la dimensione massima dell'adulto circa 6 anni dopo l'inizio della pubertà. Mentre 18–20 cm³ è una taglia media per adulti, c'è un'ampia variazione nella dimensione dei testicoli nella popolazione normale. Dopo che i testicoli del ragazzo si sono ingrossati e sviluppati per circa un anno, la lunghezza e poi la larghezza dell'asta del pene aumenteranno e anche il glande e i corpi cavernosi inizieranno ad allargarsi fino a raggiungere le proporzioni di un adulto.

### Muscolatura maschile e forma del corpo[27][28]
Entro la fine della pubertà, gli uomini adulti hanno ossa più pesanti e quasi il doppio dei muscoli scheletrici. Parte della crescita ossea (ad es. larghezza delle spalle e mascella) è sproporzionatamente maggiore, determinando forme scheletriche maschili e femminili notevolmente diverse. Il maschio adulto medio ha circa il 150% della massa corporea magra di una femmina media e circa il 50% del grasso corporeo.
Questo muscolo si sviluppa principalmente durante le ultime fasi della pubertà e la crescita muscolare può continuare anche dopo che i ragazzi sono biologicamente adulti. Il picco del cosiddetto "scatto di forza", il tasso di crescita muscolare, viene raggiunto circa un anno dopo che un maschio ha sperimentato il suo picco di crescita.
Spesso, i cuscinetti adiposi del tessuto mammario maschile e i capezzoli maschili si sviluppano durante la pubertà; a volte, specialmente in un seno, questo diventa più evidente ed è chiamato ginecomastia. Di solito non è un fenomeno permanente.

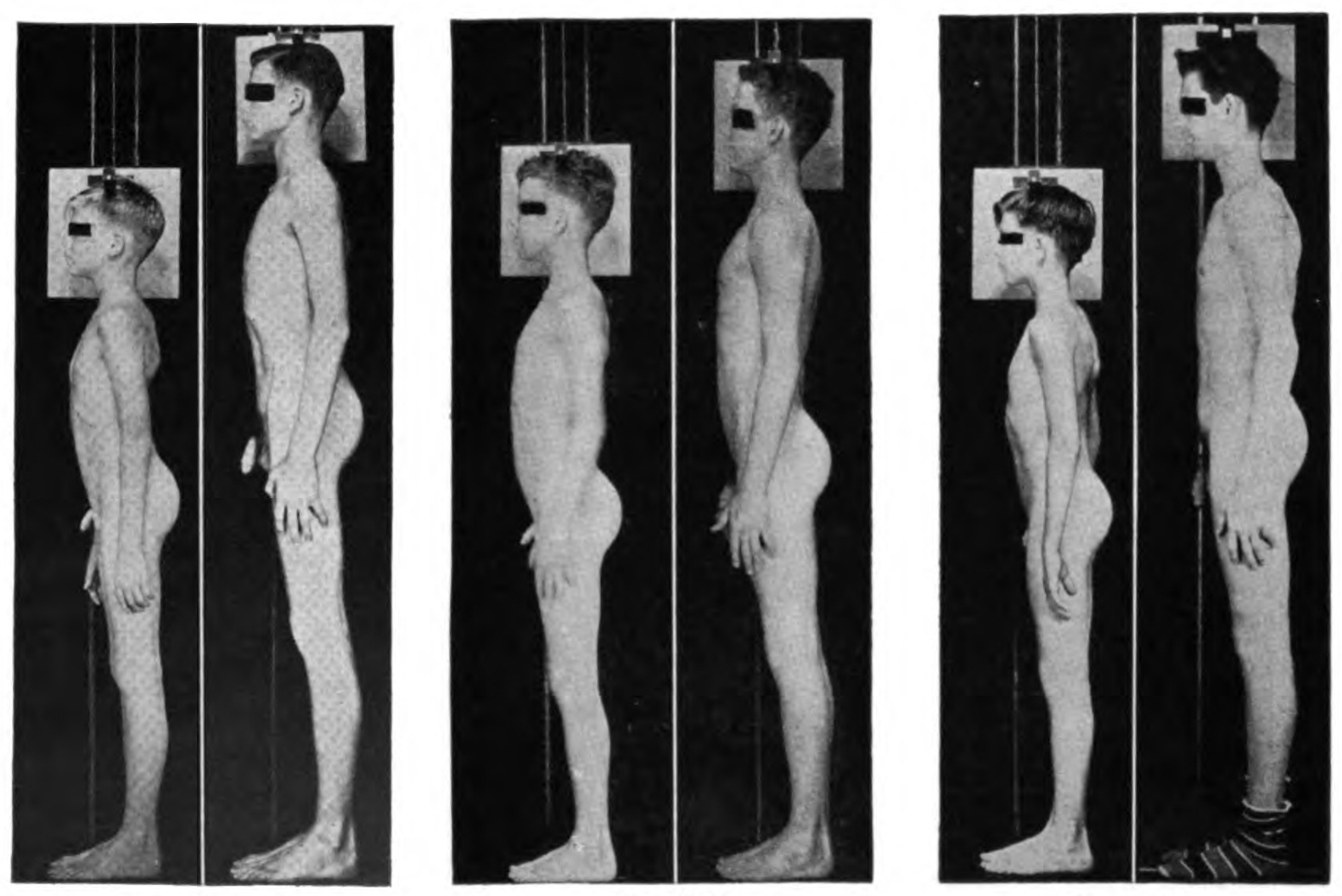
Variazioni dell'altezza iniziale e finale di tre ragazzi a partire dai 12 anni fino alla fine della loro crescita

### Erezioni
Le erezioni durante il sonno o al risveglio sono note dal punto di vista medico come tumescenza peniena notturna e colloquialmente indicate in inglese come morning wood (in italiano legno mattutino). Il pene può regolarmente erigersi durante il sonno e uomini o ragazzi spesso si svegliano con un'erezione. Una volta che un ragazzo raggiunge la sua adolescenza, le erezioni si verificano molto più frequentemente a causa della pubertà. Le erezioni possono verificarsi spontaneamente in qualsiasi momento della giornata e, se vestite, possono causare un rigonfiamento o una "gobba". Questo può essere mascherato o nascosto indossando biancheria intima attillata, una camicia lunga e vestiti larghi. Le erezioni sono comuni per i bambini e i neonati maschi in età prepuberale e possono verificarsi anche prima della nascita. Le erezioni spontanee sono anche note come erezioni involontarie o indesiderate e sono normali. Tali erezioni possono essere imbarazzanti se avvengono in pubblico, come un'aula o un soggiorno.

### Retrazione del prepuzio
Durante la pubertà, se non prima, la punta e l'apertura del prepuzio di un ragazzo si allargano, consentendo progressivamente la retrazione lungo l'asta del pene e dietro il glande, cosa che alla fine dovrebbe essere possibile senza dolore o difficoltà. La membrana che unisce la superficie interna del prepuzio con il glande si disintegra e rilascia il prepuzio per separarsi dal glande. Il prepuzio diventa quindi gradualmente retrattile.
La ricerca di Øster (1968) ha rilevato che con l'inizio e la continuazione della pubertà, la percentuale di ragazzi in grado di tirare indietro il prepuzio è aumentata. All'età di 12-13 anni, Øster ha scoperto che solo il 60% dei ragazzi era in grado di ritrarre il prepuzio; questo è aumentato all'85% dai 14 ai 15 anni e al 95% dai 16 ai 17 anni. Ha anche scoperto che l'1% di coloro che non erano in grado di ritrarre completamente la fimosi sperimentata all'età di 14-17 anni, il resto era parzialmente in grado di farlo. I risultati sono stati supportati da ulteriori ricerche di Kayaba e altri (1996) su un campione di oltre 600 ragazzi, e Ishikawa e Kawakita (2004) hanno scoperto che all'età di 15 anni, il 77% del loro campione di ragazzi poteva ritrarre i loro prepuzi. Beaugé (1997) riferisce che i ragazzi possono favorire lo sviluppo del prepuzio retrattile mediante stiramento manuale.
Una volta che un ragazzo è in grado di ritrarre il prepuzio, l'igiene del pene dovrebbe diventare una caratteristica importante della sua routine per la cura del corpo. Sebbene l'American Academy of Pediatrics affermi che ci sono "poche prove per affermare l'associazione tra lo stato di circoncisione e l'igiene ottimale del pene", vari studi suggeriscono che i ragazzi siano istruiti sul ruolo dell'igiene, inclusa la retrazione del prepuzio durante la minzione e il risciacquo sotto esso e intorno al glande ad ogni occasione di bagno. Krueger e Osborn (1986) hanno scoperto che il lavaggio regolare sotto il prepuzio riduce il rischio di numerosi disturbi del pene, tuttavia Birley e altri (1993) riportano che l'eccessivo lavaggio con sapone dovrebbe essere evitato perché asciuga gli oli dai tessuti e può causare aspecifici dermatiti.

### Peli pubici[42][43]
I peli pubici compaiono spesso su un ragazzo poco dopo che i genitali iniziano a crescere. I peli pubici sono solitamente visibili per la prima volta alla base dorsale (addominale) del pene. I primi pochi peli sono descritti come stadio 2. Lo stadio 3 viene solitamente raggiunto entro altri 6-12 mesi, quando i peli sono troppi per essere contati. Nella fase 4, i peli pubici riempiono densamente il "triangolo pubico". La fase 5 si riferisce alla diffusione dei peli pubici sulle cosce e verso l'alto in direzione dell'ombelico come parte dei peli addominali in via di sviluppo.

### Corpo e peli del viso
Nei mesi e negli anni successivi alla comparsa dei peli pubici, altre aree della pelle che rispondono agli androgeni possono sviluppare peli androgeni. La sequenza abituale è: peli delle ascelle (ascellari), peli perianali, peli del labbro superiore, peli della basetta (preauricolari), peli periareolari e area della barba. Come con la maggior parte dei processi biologici umani, questo ordine specifico può variare tra alcuni individui. Braccio, gamba, petto, addome, e i capelli posteriori diventano più pesanti più gradualmente. Esiste una vasta gamma di quantità di peli sul corpo tra gli uomini adulti e differenze significative nei tempi e nella quantità di crescita dei peli tra i diversi gruppi etnici. I peli facciali sono spesso presenti nella tarda adolescenza, ma potrebbero non comparire se non molto più tardi. I peli del viso continueranno a diventare più ruvidi, più scuri e più spessi per altri 2-4 anni dopo la pubertà. Alcuni uomini non sviluppano peli facciali completi fino a 10 anni dopo il completamento della pubertà. I peli sul petto possono comparire durante la pubertà o anni dopo, anche se non tutti gli uomini li sviluppano.

### Cambio di voce epomo d'Adamo[47][48][49]
Sotto l'influenza degli androgeni, la laringe cresce in entrambi i sessi. Questa crescita è molto più evidente nei ragazzi, causando la caduta e l'approfondimento della voce maschile, a volte bruscamente ma raramente "da un giorno all'altro", di circa un'ottava, perché le corde vocali più lunghe e spesse hanno una frequenza fondamentale più bassa. Prima della pubertà, la laringe di ragazzi e ragazze è ugualmente piccola. Occasionalmente, il cambiamento di voce è accompagnato da instabilità della vocalizzazione nelle prime fasi delle voci non allenate. La maggior parte del cambiamento di voce avviene durante la fase 3-4 della pubertà maschile, nel periodo di picco della crescita. Il tono adulto viene raggiunto a un'età media di 15 anni, anche se la voce potrebbe non stabilizzarsi completamente fino all'inizio dei vent'anni. Di solito precede lo sviluppo di peli facciali significativi di diversi mesi o anni.

## Sviluppo puberale femminile

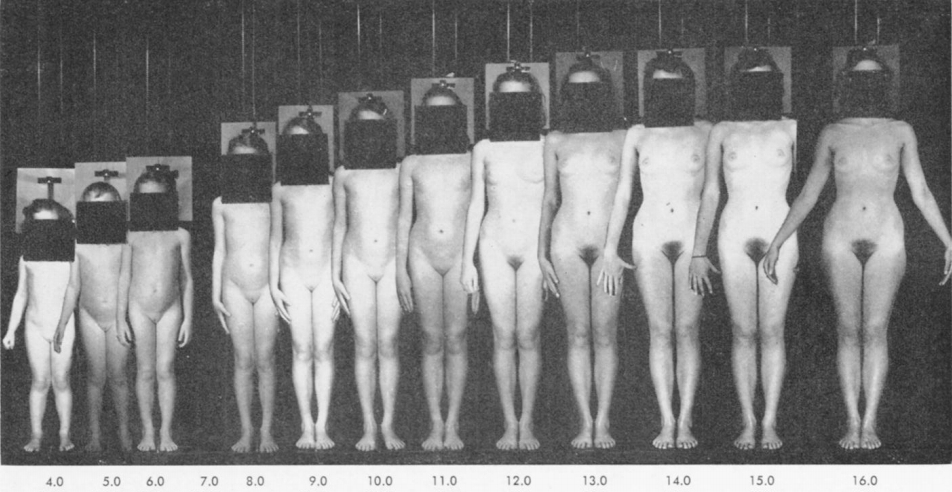
Sviluppo di una ragazza dall'infanzia alla fine della pubertà

### Sviluppo del seno

Scala di Tanner femminile

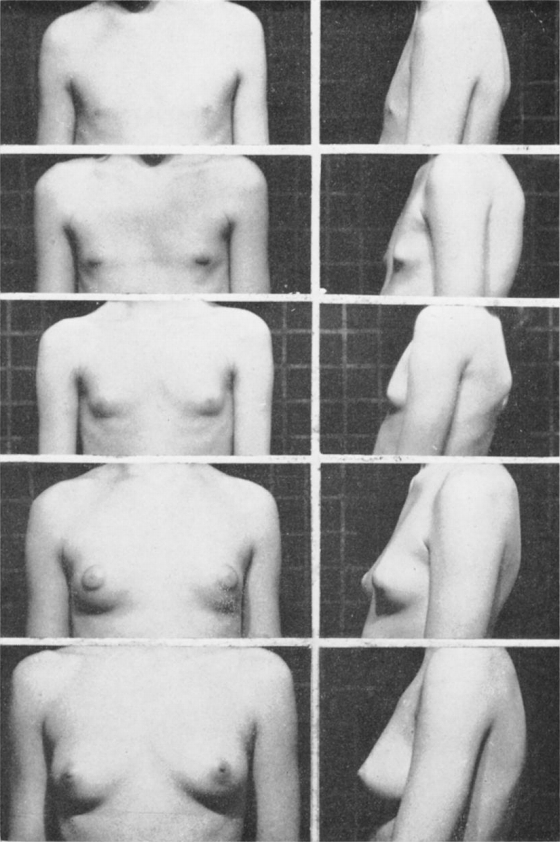
Stadi Tanner della pubertà nelle femmine

Il primo segno fisico della pubertà nelle ragazze è di solito un nodulo sodo e tenero sotto il centro dell'areola di uno o entrambi i seni, che si verifica in media a circa 10,5 anni di età. Questo è indicato come telarca. Secondo la scala di Tanner della pubertà, questa è la fase 2 dello sviluppo del seno (la fase 1 è un seno piatto, prepuberale). Entro 6-12 mesi, il gonfiore è chiaramente iniziato in entrambi i lati, si è ammorbidito e può essere sentito e visto estendersi oltre i bordi delle areole. Questa è la fase 3 dello sviluppo del seno. Entro altri 12 mesi (stadio 4), i seni si avvicinano alla dimensione e alla forma mature, con areole e capezzoli formando un tumulo secondario. Nella maggior parte delle giovani donne, questo tumulo scompare nel contorno del seno maturo (stadio 5), anche se c'è così tanta variazione nelle dimensioni e nelle forme dei seni adulti che gli stadi 4 e 5 non sono sempre identificabili separatamente.

### Peli pubici
I peli pubici sono spesso il secondo cambiamento evidente nella pubertà, di solito entro pochi mesi dal telarca. Si parla di pubarca. I peli pubici sono generalmente visibili prima lungo le labbra. I primi pochi peli sono descritti come stadio Tanner 2. Lo stadio 3 viene solitamente raggiunto entro altri 6-12 mesi, quando i peli sono troppo numerosi per essere contati e compaiono anche sul tumulo pubico. Nella fase 4, i peli pubici riempiono densamente il "triangolo pubico". La fase 5 si riferisce alla diffusione dei peli pubici sulle cosce e talvolta come peli addominali verso l'alto in direzione dell'ombelico. In circa il 15% delle ragazze, i primi peli pubici compaiono prima che inizi lo sviluppo del seno.

### Vagina, utero, ovaie
La pelle perineale si cheratinizza per effetto degli estrogeni aumentando la sua resistenza alle infezioni. Anche la superficie della mucosa della vagina cambia in risposta all'aumento dei livelli di estrogeni, diventando più spessa e di colore rosa più opaco (in contrasto con il rosso più brillante della mucosa vaginale prepuberale). La mucosa si trasforma in una struttura multistrato con uno strato superficiale di cellule squamose. Gli estrogeni aumentano il contenuto di glicogeno nell'epitelio vaginale, che in futuro giocherà un ruolo importante nel mantenimento del pH vaginale. Anche le secrezioni biancastre (leucorrea fisiologica) sono un normale effetto degli estrogeni. Nei due anni successivi al telarca, l'utero, le ovaie e i follicoli nelle ovaie aumentano di dimensioni. Le ovaie di solito contengono piccole cisti follicolari visibili dagli ultrasuoni. Prima della pubertà, il rapporto corpo uterino/cervice è 1:1; che aumenta a 2:1 o 3:1 dopo il completamento del periodo puberale.

### Mestruazioni e fertilità
Il primo sanguinamento mestruale è indicato come menarca e in genere si verifica circa due anni dopo il telarca. L'età media del menarca è di 12,5 anni negli Stati Uniti. La maggior parte delle ragazze americane sperimenta il primo ciclo a 11, 12 o 13 anni, ma alcune lo sperimentano prima del loro 11º compleanno e altre dopo il loro 14º compleanno. In effetti, in qualsiasi momento tra 8 e 16 anni è normale. In Canada l'età media del menarca è 12,72, e nel Regno Unito è 12,9. Il tempo tra i periodi mestruali (mestruazioni) non è sempre regolare nei primi due anni dopo il menarca. L'ovulazione è necessaria per la fertilità, ma può accompagnare o meno le prime mestruazioni. Nelle ragazze dopo il menarca, circa l'80% dei cicli era anovulatorio nel primo anno dopo il menarca, il 50% nel terzo anno e il 10% nel sesto anno. L'inizio dell'ovulazione dopo il menarca non è inevitabile. Un'alta percentuale di ragazze con continua irregolarità nel ciclo mestruale a diversi anni dal menarca continuerà ad avere irregolarità e anovulazione prolungate e sono a maggior rischio di ridotta fertilità.

### Forma del corpo, distribuzione del grasso e composizione corporea
Durante questo periodo, anche in risposta all'aumento dei livelli di estrogeni, la metà inferiore del bacino e quindi i fianchi si allargano (fornendo un canale del parto più ampio). Il tessuto adiposo aumenta in una percentuale maggiore della composizione corporea rispetto ai maschi, specialmente nella tipica distribuzione femminile di seno, fianchi, glutei, cosce, parte superiore delle braccia e pube. Le differenze progressive nella distribuzione del grasso così come le differenze di sesso nella crescita scheletrica locale contribuiscono alla tipica forma del corpo femminile entro la fine della pubertà. In media, a 10 anni, le ragazze hanno il 6% in più di grasso corporeo rispetto ai ragazzi.

### Odore corporeo e acne
L'aumento dei livelli di androgeni può modificare la composizione degli acidi grassi del sudore, determinando un odore corporeo più "adulto". Questo spesso precede il telarca e il pubarca di uno o più anni. Un altro effetto androgeno è l'aumento della secrezione di olio (sebo) dalla pelle. Questo cambiamento aumenta la suscettibilità all'acne, una condizione della pelle caratteristica della pubertà. L'acne varia notevolmente nella sua gravità.

### Effetti visivi e di altro tipo dei cambiamenti ormonali
Nelle ragazze, l'estradiolo (il principale ormone sessuale femminile) provoca l'ispessimento delle labbra e della mucosa orale, nonché l'ulteriore sviluppo della vulva. Nella vulva e nella vagina, l'estradiolo provoca l'ispessimento (stratificazione) della pelle e la crescita sia dello strato mioepiteliale che della muscolatura liscia della vagina. Tipicamente l'estradiolo causerà anche una crescita pronunciata delle piccole labbra e, in misura minore, delle grandi labbra.
L'estradiolo è anche responsabile dell'aumento della produzione di feomelanina, che determina il caratteristico colore rosso delle labbra, delle piccole labbra e talvolta delle grandi labbra. L'estradiolo insieme ad altri steroidi ovarici causa anche la colorazione più scura dell'areola.
Il testosterone causerà un ingrossamento del clitoride e possibilmente ha effetti importanti sulla crescita e la maturazione dei bulbi vestibolari, del corpo cavernoso del clitoride e della spugna uretrale.
Anche i cambiamenti della vulva avviati dall'estradiolo e i suoi effetti diretti sembrano influenzare il funzionamento del tratto urinario inferiore.

### Peli ascellari
La crescita dei peli ascellari (irci) si sviluppa sotto le braccia, iniziando radi prima di ispessirsi e scurirsi nel tempo.